# Cour d'appel du Nouveau-Brunswick
La Cour d'appel du Nouveau-Brunswick (en anglais : Court of Appeal of New Brunswick) est le tribunal de plus haute instance, la cour d'appel de la province du Nouveau-Brunswick. Il y a cinq juges et un juge en chef. La cour siège généralement à Fredericton. 
Le gouverneur général du Canada nomme le juge en chef et les autres juges tandis que le ministère de la justice du Nouveau-Brunswick assure l'administration et un soutien à la cour.

## Liste des juges en chef du Nouveau-Brunswick
- George Duncan (1784-1808)
- Jonathan Bliss (1809-1822)
- John Saunders (1822-1834)
- Ward Chipman (1834-1851)
- James Carter (1851-1865)
- Robert Parker (1865)
- William Johnstone Ritchie (1865-1875)
- John Campbell Allen (1875-1896)
- William Henri Tuck (1896-1908)
- Frederick Eustace Barker (1908-1913)
- Ezekiel McLeod (1914-1917)
- John Douglas Hazen (1917-1935)
- John Babington Macaulay Baxter (1935-1946)
- Charles Dow Richards (1946-1955)
- John Babbitt McNair (1955-1964)
- George Frederick Gregory Bridges (1964-1972)
- Charles J. A. Hughes (1972-1984)
- Stuart G. Stratton (1984-1992)
- William L. Hoyt (1993-1998)
- Joseph Z. Daigle (1998-2003)
- J. Ernest Drapeau (2003-2018)
- J. C. Marc Richard (2018-maintenant)